# Фонды «Открытое Общество»
Фонды «Открытое общество» (англ. Open Society Foundations, ранее Институт «Открытое общество», англ. Open Society Institute) — сеть грантодателей, основанная бизнес-магнатом Джорджем Соросом. Фонды «открытое общество» оказывают финансовую поддержку группам гражданского общества по всему миру с заявленной целью содействия правосудию, образованию, здравоохранению и независимым средствам массовой информации. Название навеяно книгой Карла Поппера 1945 года «Открытое общество и его враги».
Имеет филиалы в 38 странах, охватывающие группу фондов как в отдельных странах, так и в целых макрорегионах, таких как «Инициатива открытого общества для Западной Африки» и «Инициатива открытого общества для Южной Африки». Штаб-квартира находится в Нью-Йорке и в Кыргызстане. В 2018 году OSF объявила о закрытии своего европейского офиса в Будапеште и переезде в Берлин в ответ на принятый венгерским правительством закон, направленный на деятельность фонда.
Признан нежелательной организацией на территории России.

## Деятельность фонда в СССР и СНГ
В СССР в 1987—1991 годах действовал советско-американский фонд «Культурная инициатива», учреждённый Советским фондом культуры, Советским фондом мира (СССР) и Фондом Сороса (США). Сопредседателями правления фонда сначала были Георг Мясников (СССР) и Джордж Сорос (США), а затем — Владимир Аксёнов (СССР) и Антонина Буис (США).
Определённая самостоятельность и фонда и его неполная подконтрольность Дж. Соросу вызывала недовольство последнего и вскоре привела к закрытию этой организации в СССР по его инициативе (Сорос был недоволен тем, как управляется фонд и заявлял, что «открытое общество» строилось закрытым обществом людей с советским менталитетом). Деятельность Фонда Сороса вновь возобновилась в России в постсоветское время, в начале 1990-х годов.

### Россия
В 1995 году в России был создан фонд «Открытое общество», входящий в сеть фондов Сороса. С 1996 по 2001 год Фонд Сороса вложил в проект «Университетские центры Internet» около 100 миллионов долларов, в результате чего на территории России появились 33 Интернет-центра. Московский офис фонда поддерживал и проекты общественного фонда «Право Матери», защищающего права родителей, чьи сыновья погибли в армии, а его председатель — Вероника Марченко — была награждена в декабре 2002 года премией ИОО «За подвижничество».
С 1999 по 2003 годы в правление Фонда входил историк архитектуры и защитник исторического наследия А. И. Комеч, который руководил работой правления программы «Культура». В общей сложности с 1995 по 2003 год фонд потратил более $1 млрд, гранты от фонда получили 64,5 тысяч учителей, профессоров и студентов. Фондом были выпущены учебники по гуманитарным предметам, в частности «Россия в мировом сообществе цивилизаций» Л. И. Семенниковой, «Новейшая история» для 10—11 классов А. А. Кредера.
С 1997 года российское отделение возглавляла директор библиотеки иностранной литературы Екатерина Гениева.
В момент появления фонда в российской прессе появились статьи о том, что деятельность фонда наносит ущерб России, поддерживая «утечку мозгов». Тогда Комитет Госдумы по образованию провёл проверку деятельности фонда, и по её итогам российский парламент официально вынес благодарность Джорджу Соросу «за вклад в сохранение и развитие отечественной науки, образования и культуры». 
Фонд Сороса снизил активность по финансированию проектов в 2003 году, но созданные при содействии Фонда Сороса структуры и теперь активно работают без его непосредственного участия, финансируя различные гуманитарные проекты. К таким проектам относятся Московская высшая школа социальных и экономических наук, некоммерческий фонд поддержки книгоиздания, образования и новых информационных технологий «Пушкинская библиотека» (финансированием изданий и закупка книг у издательств для поставки в библиотечные фонды). Также фонд финансировал «толстые журналы», а в библиотеки бесплатно поставлялся Соросовский образовательный журнал, в доступной форме сообщавший школьникам о научных открытиях в разных областях наук.
Летом 2015 года Фонд Сороса вошёл в «патриотический стоп-лист», который был разработан в Совете Федерации. В нём перечислены также несколько иностранных НКО, которые, по мнению сенаторов, являются первостепенными кандидатами в перечень «нежелательных международных и иностранных неправительственных организации». В случае их попадания в «стоп-лист» гражданам России будет запрещено сотрудничать с ними и участвовать в их проектах.
30 ноября 2015 года Генеральная прокуратура Российской Федерации признала фонд нежелательной организацией на территории России.
31 июля 2015 года министерство образования Свердловской области выпустило распоряжение о внеплановой проверке библиотечных фондов школ и училищ региона из-за «информации о наличии в библиотеках изданий института „Открытое общество“, пропагандирующих стереотипы, сформированные во времена Третьего рейха». Руководителям образовательных учреждений предписано до 31 августа «изъять из доступа обучающихся и педагогических работников» все книги британских историков Джона Кигана и Энтони Бивора. Подобные действия вызвали несогласие со стороны некоторых историков. Представители издательства «АСТ» опровергли роль НКО в издании этих книг.
В январе 2016 года стало известно, что в Республике Коми были сожжены книги, изданные при поддержке Фонда Сороса. Это было обосновано «формированием в молодёжной среде искаженного восприятия отечественной истории и популяризации чуждых российской идеологии установок». Поиск книг начался по инициативе аппарата полномочного представителя президента в Северо-Западном федеральном округе, в результате министерство образования региона постановило изъять книги и «утилизировать с помощью уничтожителя бумаг». Среди «нежелательных» оказались книги, по которым учатся в МГУ, книги современных российских социологов, философов, политологов.
Летом 2017 года стало известно о существовании негласного распоряжения к областным библиотекам убрать произведения проекта «Пушкинская библиотека», изданные при поддержке фонда.
По мнению обозревателя газеты Financial Times Гидеона Рахмана правительство Владимира Путина изгнало фонд из России, так как больше не могло терпеть то, что фонд поддерживал такие организации, как «Мемориал», который исследовал историю советского террора против собственного населения.

### Белоруссия
Фонд Д. Сороса работал в Республике Беларусь с 1993 года. Из-за конфликта с властями свернул деятельность в 1997 году.

### Казахстан
«Фонд Сорос — Казахстан» существует с сентября 1995 года. Фонд выделяет гранты на проекты в области образования, здравоохранения, культуры, демократизации и развития гражданского общества. С начала существования фонда более 58 млн долларов было потрачено на благотворительные проекты.
Среди получателей грантов фонда Сороса в Казахстане: общественный фонд «Молодёжная информационная служба Казахстана», общественное объединение «Формирование налоговой культуры», неправительственное учреждение «Эко Мангистау», образовательный фонд «Достижения молодых», Консультационный Центр по Образованию «Білiм-Центральная Азия», фонд «Мусагет» и многие другие. Десятки учебных заведений Казахстана получили гранты на компьютеризацию и доступ к Интернету, организованный при фонде Интернет Трейнинг Центр проводит семинары для студентов, преподавателей, врачей.
Фонд «Сорос-Казахстан» провел несколько крупных литературных конкурсов, в том числе «Сорос-Казахстан-Дебют» (1996 г.), «Лучшая пьеса о современном Казахстане» (1998 г.), «Казахстанская современная литература-2000». В 2002 году, когда фондом руководил культуролог и общественный деятель Мурат Ауэзов, фонд осуществил проект «Современный казахстанский роман». Пять отобранных на конкурсной основе казахстанских писателей в течение года получали ежемесячную стипендию для работы над романом, затем романы были опубликованы на средства фонда. Лауреатами стали Таласбек Асемкулов, Дидар Амантай, Айгуль Кемелбаева (за романы на казахском языке), Николай Веревочкин и Илья Одегов (за романы на русском).
В 2004 году против фонда было возбуждено уголовное дело за неуплату налогов. По утверждению налоговой полиции фонд не входил в список благотворительных организаций, освобождаемых от налогов. 26 февраля 2005 года по результатам расследования уголовное дело было прекращено.
С 2010 года Фонд работает в рамках двухгодичной стратегии. В ближайшие два года Фонд видит себя в роли посредника в области формирования общественной политики. Ключевыми приоритетами Фонд определил: содействие бюджетной прозрачности и подотчетности, обеспечение защиты прав человека в рамках национального законодательства, поддержка общественных дискуссий и развитие толерантности.

### Узбекистан
«Институт Открытое Общество Фонд Содействия» начал свою работу в Узбекистане в 1996 году. По данным Reuters объём денежных грантов в Узбекистане, в общей сложности, составил 22 млн долл. Деятельность фонда была прекращена в 2004 году из-за конфликта с властями.